# 弗拉伊库尔
弗拉伊库尔（法語：Fraillicourt，法語發音：[fʁajikuʁ]）是法国大东部大区阿登省的一个市镇，属于勒泰勒区。

## 地理
弗拉伊库尔（49°39'59"N, 4°9'46"E）面积14.39 平方千米，位于法国大東部大區阿登省，该省份为法国北部内陆省份，西接埃纳省，南至马恩省，东临默兹省，北与比利时接壤。
与弗拉伊库尔接壤的市镇（或旧市镇、城区）包括：拉伊蒙、塞尔河畔罗祖瓦、肖蒙波尔西安、雷讷维尔、瑟兰库尔、沃莱吕比尼。

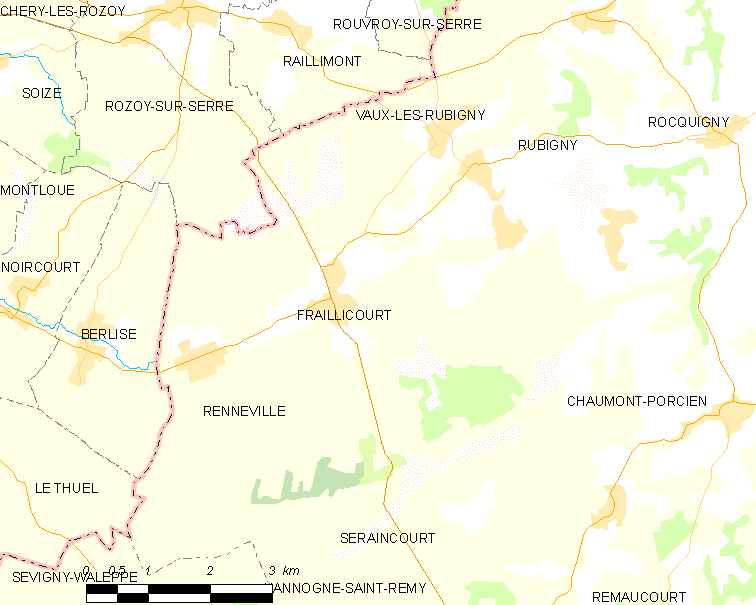
弗拉伊库尔的OSM定位图

弗拉伊库尔的时区为UTC+01:00、UTC+02:00（夏令时）。

## 行政
弗拉伊库尔的邮政编码为08220，INSEE市镇编码为08178。

## 政治
弗拉伊库尔所属的省级选区为锡尼拉拜县。

## 人口

1962-2008年间弗拉伊库尔人口变化图示

弗拉伊库尔于2022年1月1日时的人口数量为171人。